# Esthetica (leervak)
Esthetica is een leervak in de derde graad van het katholieke net van het Vlaamse secundair onderwijs met een invulling van 1 uur per week.

## Situering
Esthetica heeft verschillende doelen:
- Een optimale kijk- en luisterbereidheid verwerven
- Gefundeerd kunnen reageren op de appelwaarde die van kunst uitgaat
- De kijk- en luisterhorizon verbreden
- Een voedingsbodem scheppen om blijvend te leren omgaan met kunstuitingen

De leerinhouden situeren zich rond verschillende invalshoeken
- Kunst als communicatiemiddel
- Kunst in haar verwijzende functie
- De identiteit van de kunstenaar
- Hoogtepunten en breuklijnen in de 20ste-eeuwse kunst
- Het verschijnsel stijl
- Een gefundeerd waardeoordeel leren vormen

Het is een open leerplan m.a.w. niet beperkend, maar wel voorzien van minimumdoelen. Daarbij mag de leraar graad- en vakoverschrijdend werken.
In het leerplan esthetica dringt men aan om parallellen te leggen tussen de beeld- en muziekcultuur.
De invulling van de vrije ruimte maakt via een multidisciplinaire benadering een clustering van leerinhouden mogelijk. Hierin kunnen de leerinhouden van esthetica ook een rol spelen. Mogelijke thema’s zijn:
- Een verhaal kan op verschillende manieren verteld worden
- Architectuur in functie van muziek en religie
- Verslaggeving van oorlog en geweld
- Gelijkheid en ongelijkheid , sociale differentiatie en segregatie in grote steden